# Recettori accoppiati a chinasi
Costituiscono un gruppo numeroso e particolarmente eterogeneo di recettori di membrana che viene attivato da mediatori di tipo proteico. Questi recettori sono costituiti da un dominio extracellulare che lega il ligando; tale dominio, a sua volta è collegato a un dominio intracellulare per mezzo di una singola catena transmembrana. In molti casi, il dominio intracellulare è di tipo enzimatico (con attività collegata alla protein-chinasi o alla guanilato ciclasi). I recettori di questo tipo comprendono quelli dell'insulina, di varie citochine e dei fattori di crescita.
I recettori accoppiati a chinasi sono piuttosto diversi, sia per struttura sia per funzione, dagli altri recettori collegati a canali o a GPCR.

## Classificazione
È stata tentata una classificazione dei recettori accoppiati a chinasi o recettori delle citochine in base alla loro struttura tridimensionale. (Tale classificazione, sebbene apparentemente ingombrante, offre diverse prospettive uniche per attraenti target farmacoterapeutici.)
- Recettori delle citochine di tipo I, i cui membri hanno determinati motivi conservati nel loro dominio di aminoacidi extracellulari. Il recettore IL-2 appartiene a questa catena, la cui carenza della catena γ (comune a molte altre citochine) è direttamente responsabile della forma legata all'X dell'immunodeficienza combinata grave (X-SCID).
- Recettori delle citochine di tipo II, i cui membri sono recettori principalmente per gli interferoni.
- La superfamiglia delle immunoglobuline (Ig), che è presente ovunque nelle diverse cellule e tessuti del corpo vertebrato
- La famiglia di recettori del fattore di necrosi tumorale, i cui membri condividono un dominio di legame extracellulare comune ricco di cisteina e comprende diversi altri ligandi non citochinici come i recettori, CD40, CD27 e CD30, oltre ai ligandi su cui la famiglia è chiamata (TNF).
- Recettori delle chemochine, due dei quali agiscono come proteine leganti per l'HIV (CXCR4 e CCR5). Sono recettori accoppiati a proteine G.
- Famiglia dei recettori TGF-beta, che sono recettori serina / treonina chinasi. Include i recettori beta TGF.

## Struttura molecolare
Questi recettori sono costituiti da un grande dominio extracellulare (ove è localizzato il sito di legame per il ligando) e da un dominio intracellulare (effettore)., contenenti ciascuno 400-700 residui. 
- Nel caso del recettore dell''insulina, il dominio extracellulare è costituito da un polipeptide separato, che è collegato al resto della molecola da ponti disolfuro.
- I recettori dei fattori di crescita sono costituiti da una singola lunga catena di circa 1000 residui.
- I recettori delle citochine sono in genere simili, ma spesso dimerici.

In tutti i casi i recettori attivano una cascata di chinasi. Nel caso dei recettori dei fattori di crescita e dell'insulina, la regione intracellulare possiede attività tirosinchinasica e contiene sia siti che legano l'ATP sia altri siti che legano il substrato. I recettori delle citochine solitamente non presentano attività chinasica intrinseca ma, dopo attivazione, si associano a chinasi note come JAK (janus chinasi), che sono il primo passo nella cascata chinasica.
Essendo presente solo una singola elica transmembrana, che collega il dominio esterno del recettore con quello chinasico più interno, sembra improbabile che una semplice interazione allosterica possa rappresentare il meccanismo col quale l'attività chinasica risponde al legame con il ligando. Tale legame porta generalmente alla dimerizzazione di paia di recettori. L'associazione di due domini intracellulari chinasici permette una autofosforilazione dei residui tirosinici in questi due domini. I residui tirosinchinasici autofosforilati servono poi come sito di legame ad alta affinità per altre proteine intracellulari, che partecipano allo stadio successivo nella cascata della trasduzione del segnale. Un gruppo importante di queste proteine adattatrici è noto con il nome di proteine del dominio SH2: queste proteine posseggono una sequenza altamente conservata di 100 aminoacidi che dà origine a un sito di riconoscimento per i residui fosfotirosinici del recettore. Le proteine SH2 legano selettivamente dei particolari recettori, cosicché il quadro di eventi attivato da ogni fattore di crescita è altamente specifico.

## Meccanismi della fosforilazione proteica e cascata della chinasi
Quello che succede quando le proteine contenenti il dominio SH2 si legano a un recettore fosforilato varia grandemente a seconda del recettore che viene coinvolto; molte proteine SH2 sono enzimi, come nel caso di protein-chinasi o fosfolipasi. Alcuni fattori di crescita attivano un sottotipo specifico di PLC, PLC{\displaystyle \gamma }, provocando così l'idrolisi dei fosfolipidi e causando la formazione di {\displaystyle IP_{3}} e il rilascio di {\displaystyle Ca^{2+}}. Altre proteine contenenti SH2 promuovono l'accoppiamento tra proteine contenenti fosfotirosina e una varietà di altre proteine funzionali, molte delle quali sono coinvolte nel controllo della differenziazione e della divisione cellulare attraverso l'attivazione della trascrizione genica.

### Vie di trasduzione del segnale
Vi sono due principali vie di trasduzione del segnale:
- La via Ras/Raf media l'effetto di molti fattori di crescita e di fattori mitogeni. Ras, che è il prodotto di un protoncogene, funziona come una proteina G e trasferisce il segnale (per mezzo di uno scambio GDP/GTP) dalla proteina con dominio SH2, Grb, che viene fosforilata dal recettore tirosinchinasico. L'attivazione del Ras, a sua volta, attiva Raf, che rappresenta la prima di una sequenza di chinasi serina/treonina,ognuna delle quali fosforila e attiva la chinasi successiva, in ordine: (RAS-RAF-MEK-ERK), quest'ultimo si lega a c-Fos e c-Jun traslocando nel nucleo e legandosi al promoter richiamerà l'Rna polimerasi che tradurrà la sequenza dando origine alla ciclina D attivando il processo di riproduzione cellulare.
- La via Jak/Stat è coinvolta nella risposta a molte citochine. Elementi chiave della via Jak/Stat La dimerizzazione di questi recettori avviene in seguito al legame con la citochina e di conseguenza il recettore attrae una tirosinchinasi citosolica (Jak) che si associa e fosforila il dimero recettoriale. Jak appartiene a una famiglia di proteine, i cui diversi membri possiedono specificità per diversi recettori di citochine. Tra i bersagli della fosforilazione di Jak c'è una famiglia di fattori di trascrizione (Stat). Queste sono proteine SH2 che si legano a fosfotirosine sul complesso recettore-Jak, e vengono esse stesse fosforilate. Una volta attivato, Stat migra al nucleo e attiva l'espressione genica.